# Histoire de Besançon

Blason de Besançon

Classée ville d'Art et d'Histoire et inscrite à l'Unesco, la ville de Besançon possède un riche passé historique dont son patrimoine architectural est un témoin fort. Depuis la fondation d'un oppidum gaulois, la cité n'a cessé de se développer et de s'agrandir avant de devenir un centre culturel, militaire et économique de premier ordre. Tantôt germanique tantôt française, la capitale comtoise a gardé de nombreuses traces des différentes périodes de son histoire de l'Antiquité au XIXe siècle.

## Devises et héraldique

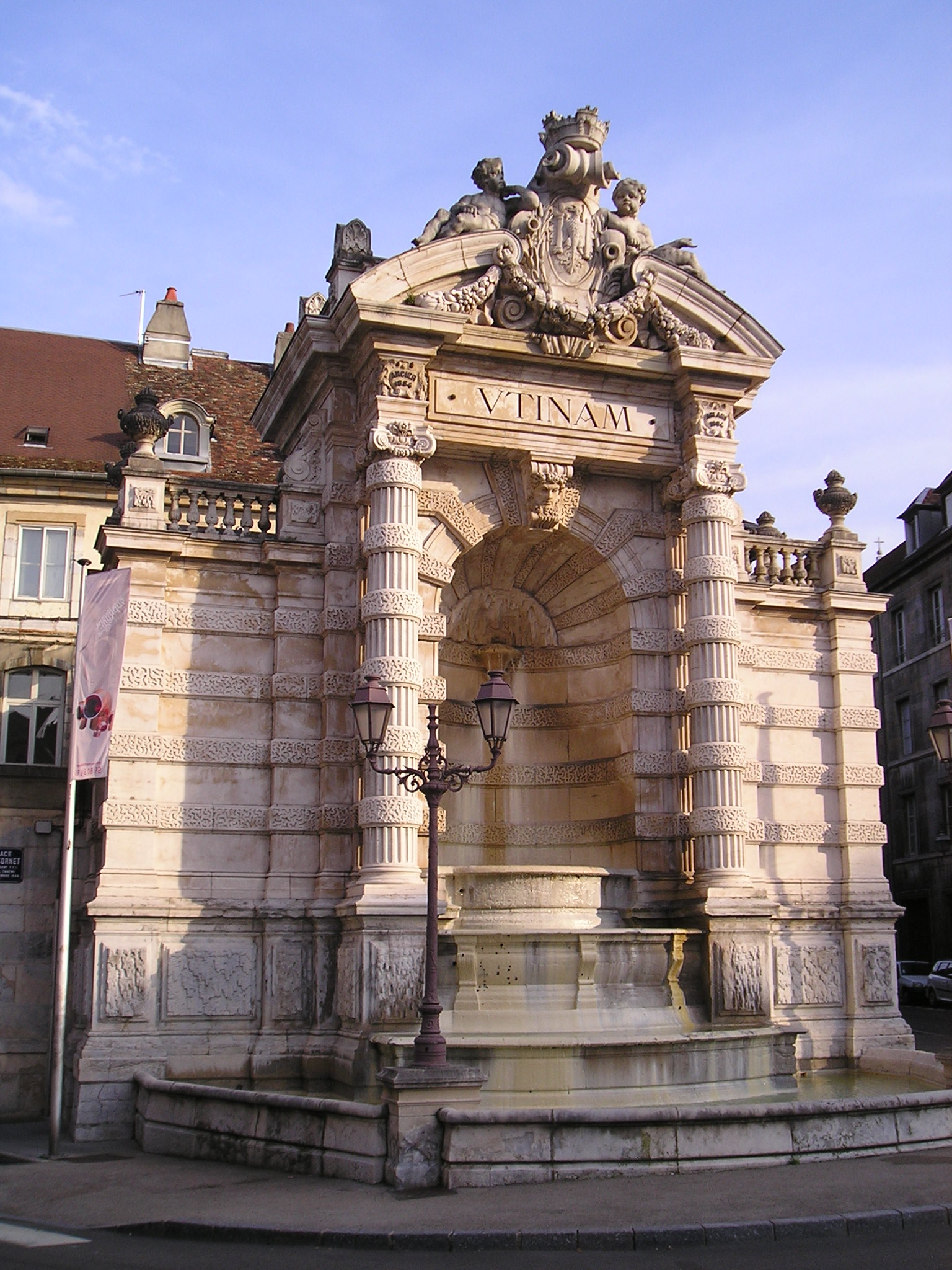
Utinam - Place Jean Cornet

- Utinam (« Plaise à Dieu ») : devise « officielle » de la ville[1] que l'on retrouve notamment sur la fontaine de la place Jean Cornet, sur les frontons de l'école de Rivotte et du Palais de Justice, sur le monument aux morts.

- Deo et caesari fidelis perpetuo (« Fidélité éternelle à Dieu et César »). Cette devise a été substituée à la précédente en 1815 mais ne fut employée que peu de temps avant que la devise Utinam soit reprise[2].

- Le Blason de la ville est constitué d'une aigle attribuée à la ville par l'empereur germanique Charles Quint en 1537 entourée de deux colonnes triomphales évoquant l'antique cité gallo-romaine Vesontio. À l'origine, l'aigle était bicéphale comme celle du Saint-Empire romain germanique.

## Préhistoire
Aux origines, un site idéal de peuplement
Le passage de chasseurs-cueilleurs remontant à 50 000 ans, durant la période du paléolithique moyen, a été attestée.
Les fouilles menées au cours des derniers siècles ont permis de révéler des traces d'occupation du site dès le néolithique le long du Doubs, notamment au pied des collines de la Roche d'Or et de Rosemont, ces traces d'habitat étant datées de 4 000 ans av. J.-C. environ.

## Antiquité
L'oppidum gaulois de Vesontio

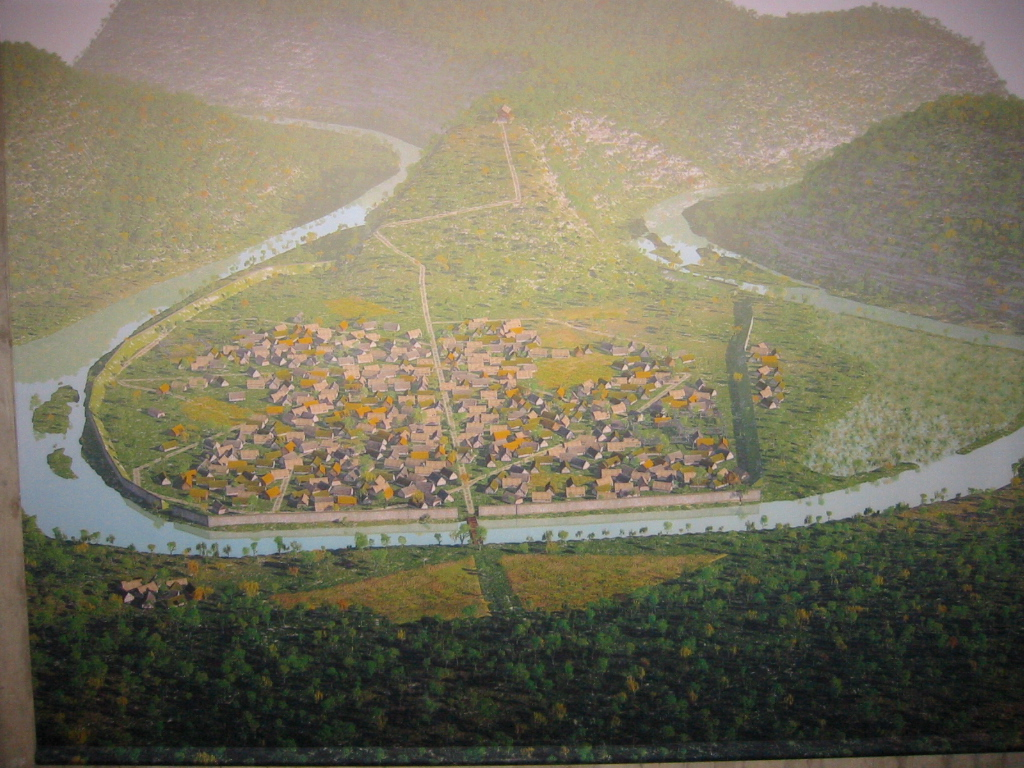
Besançon gauloise

Au IIe siècle avant notre ère, l'oppidum est la possession des Séquanes, peuple celte qui contrôle un vaste territoire s'étendant entre le Rhône, la Saône, le Jura et les Vosges. La présence d'aménagements publics à cette époque est attestée par des campagnes de fouilles ; les plus anciens ont été découverts lors des fouilles préventives réalisées sur le site des remparts dérasés en 2001. La ville était ceinturée par un mur de berge (murus gallicus) dont des vestiges ont été mis au jour sur ce même site. À l'extérieur se trouvait un quartier d'artisans. 
L'oppidum, du nom de Vesontio (en latin), était alors le centre économique de la Séquanie et c'est à ce titre qu'il est convoité par les Germains puis par les Éduens avant que Jules César n'en fasse la conquête en -58.
Vesontio, cité gallo-romaine
Jules César, impressionné par ce site stratégique qu'il décrit dans ses Commentaires sur la Guerre des Gaules, décide d'en faire la capitale de la tribu gauloise des Séquanes (Civitas Maxima Sequanorum) ainsi qu'une citadelle militaire et un carrefour d'échanges de la Gaule romaine. La ville connaît alors un âge d'or, elle devient l'une des plus grandes villes de la Gaule belgique, puis de la province de Germanie supérieure. 
En 68, elle est le théâtre de la bataille de Vesontio opposant Lucius Verginius Rufus, fidèle de l'empereur Néron, à Gaius Julius Vindex, un rebelle qui est vaincu et finit par se suicider. Par la suite, à une date difficile à préciser mais peut-être juste après la fin de la révolte de Civilis, la cité est promue au titre de colonie romaine. Les Romains agrandissent la cité et l'embellissent en y construisant de nombreux édifices de part et d'autre du cardo (actuelle Grande Rue) et même sur la rive droite du Doubs où ils élèvent un amphithéâtre (Arènes de Besançon) pouvant accueillir jusqu’à 20 000 spectateurs. Le sous-sol de la ville regorge de témoins de cette époque, on dénombre en effet pas moins de 200 points de découverte dans la région de La Boucle et les quartiers situés aux abords immédiats. 
Sous la Tétrarchie, la cité devient la capitale de la « Provincia Maxima Sequanorum ». Parmi les vestiges les plus importants, on peut citer la Porte Noire érigée sous Marc Aurèle vers 175, peut-être pour célébrer la fin des troubles de 172 à 175 ap. J.-C. les colonnades du Square Castan, les conduites de l'aqueduc romain qui alimentait Vesontio en eau, les restes de l'amphithéâtre et les domus du Palais de Justice et domus du collège Lumière ou a été retrouvée une mosaïque romaine dite de la Méduse qui après restauration est exposée au musée des beaux-arts et d'archéologie de Besançon. En 360, l'empereur Julien, de passage à Vesontio, décrit une « bourgade ramassée sur elle-même », une cité sur le déclin qui n'est guère plus qu'un village.

## Moyen Âge

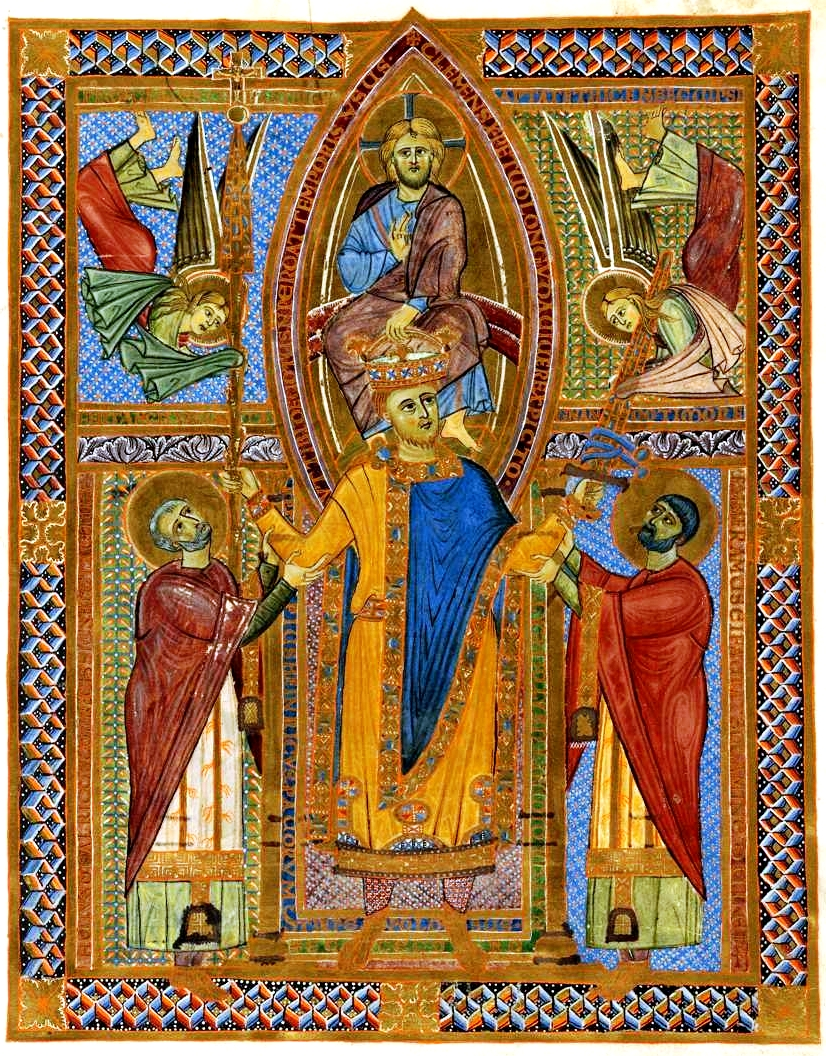
Par héritage, Henri II rattacha la ville au Saint-Empire en l'an 1032. Sacramentaire d'Henri II, Bibliothèque d'État de Bavière, Clm.4456, f.11

Peu après la chute de Rome, Clovis, roi des Francs, entreprend de réunir les peuples gaulois sous son ordre. Les Séquanes sont ainsi rattachés au royaume en même temps que les Burgondes et les Alamans. L'histoire de Besançon au début du Moyen Âge est très mal connue, les documents et indices étant largement insuffisants. En 821, on trouve trace d'un premier texte mentionnant la ville sous l'appellation de Chrysopolis. De 843 à 869, le diocèse de Besançon est rattaché à la Francie médiane puis à la Lotharingie. À la mort de Lothaire II, il devient possession de Charles le Chauve en vertu du traité de Meerssen (870) et est donc intégré au royaume de Francie occidantale jusqu'en 879.
Besançon, métropole ecclésiastique

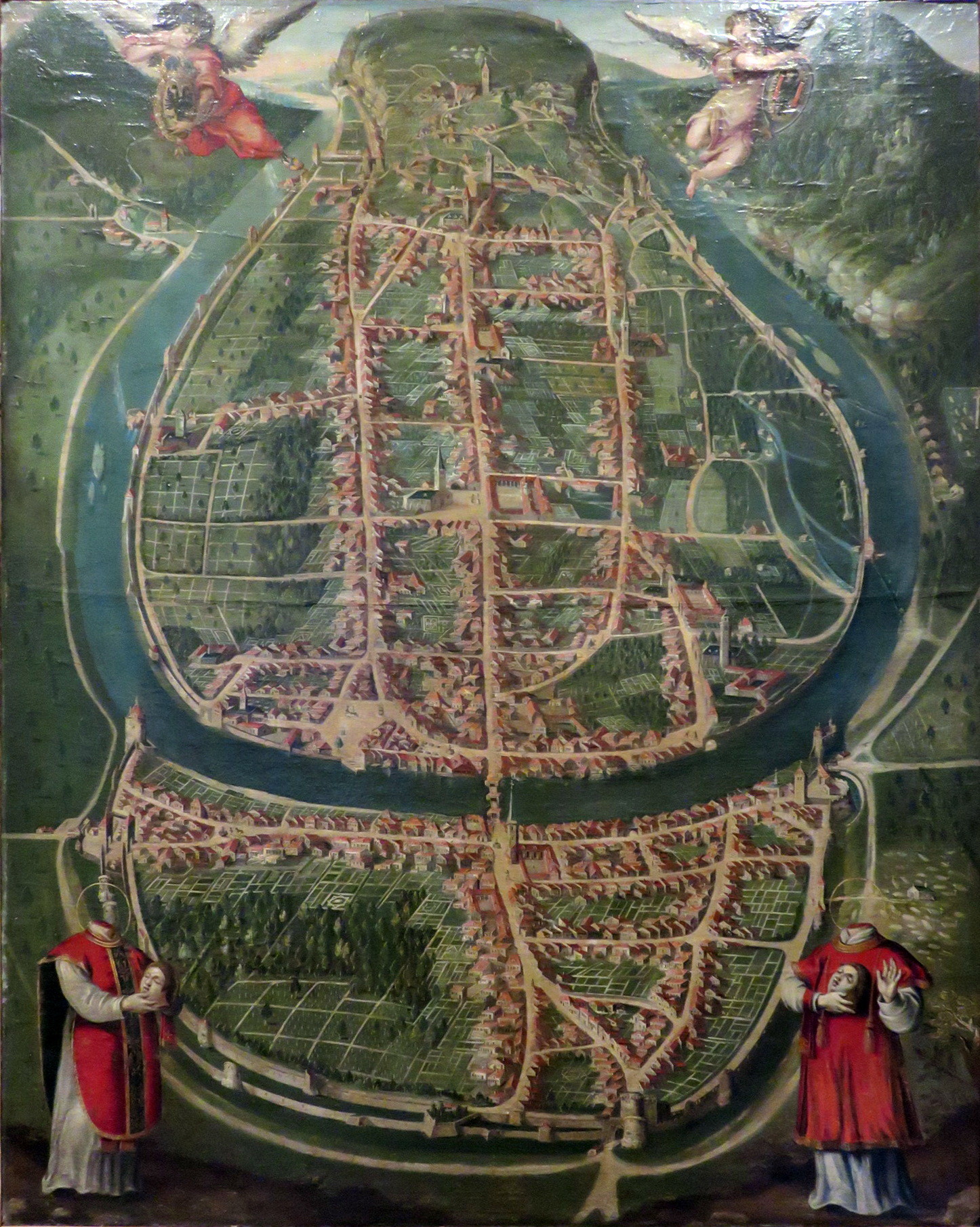
Besançon au Moyen Âge

C'est en 888 qu'Eudes Ier de France, dans son entreprise de féodalisation du royaume, fonde le duché de Bourgogne et le comté d'Outre-Saône. Ce dernier ayant pour capitale Dole, est rattaché au comté de Varais dans lequel se trouve Besançon. La même, Rodolphe Ier de Bourgogne est élu roi de Haute-Bourgogne, contestant ainsi les prétentions françaises sur le territoire actuel de la Franche-Comté.
En 982, le comté de Bourgogne est créé et a pour premier comte (dit "comte palatin de Bourgogne") Otte-Guillaume de Bourgogne (982-1026). 
En 1032, le dernier roi de Bourgogne, Rodolphe III, n'ayant pas de descendants mâles, lègue ses biens bourguignons à son neveu Henri II (saint Henri), empereur du Saint-Empire romain germanique. Comme tout le comté de Bourgogne, Besançon est  rattachée à l'Empire. L'archevêque de Besançon, Hugues de Salins, grâce à l'appui de l'Empereur, devient le seigneur de la ville, qui prospère sous son impulsion. Besançon devient siège épiscopal en tant qu'archevêché indépendant du comté de Bourgogne. Après la mort de celui-ci en 1066, une lutte pour sa succession plonge Besançon dans une longue période de crise. Aussi, pendant tout le Moyen Âge, Besançon reste une ville directement soumise à l'autorité impériale et indépendante du comté de Bourgogne, dont Dole est la capitale. Au cœur des débats entre l'Église et l'Empire, la ville accueille la Diète de Besançon en 1157.
Besançon, ville libre impériale
Au cours des XIIe et XIIIe siècles, les Bisontins luttent contre l'autorité des archevêques et obtiennent finalement leurs libertés communales. Il l'obtiennent en 1290, après deux sièges se soldant sur cet accord. Tout en restant soumise à l'Empereur, Besançon se gouverne par elle-même, grâce à un conseil de vingt-huit notables élus au suffrage universel masculin à plusieurs degrés et à un conseil de quatorze gouverneurs désignés par les notables. Besançon reste ainsi une « ville libre » pendant près de quatre cents ans.
Les ducs de Bourgogne, devenus ducs-comtes de Bourgogne, sont les « protecteurs » de la ville libre impériale que reste toujours Besançon. C'est pour la cité une période de prospérité.

## Époque moderne

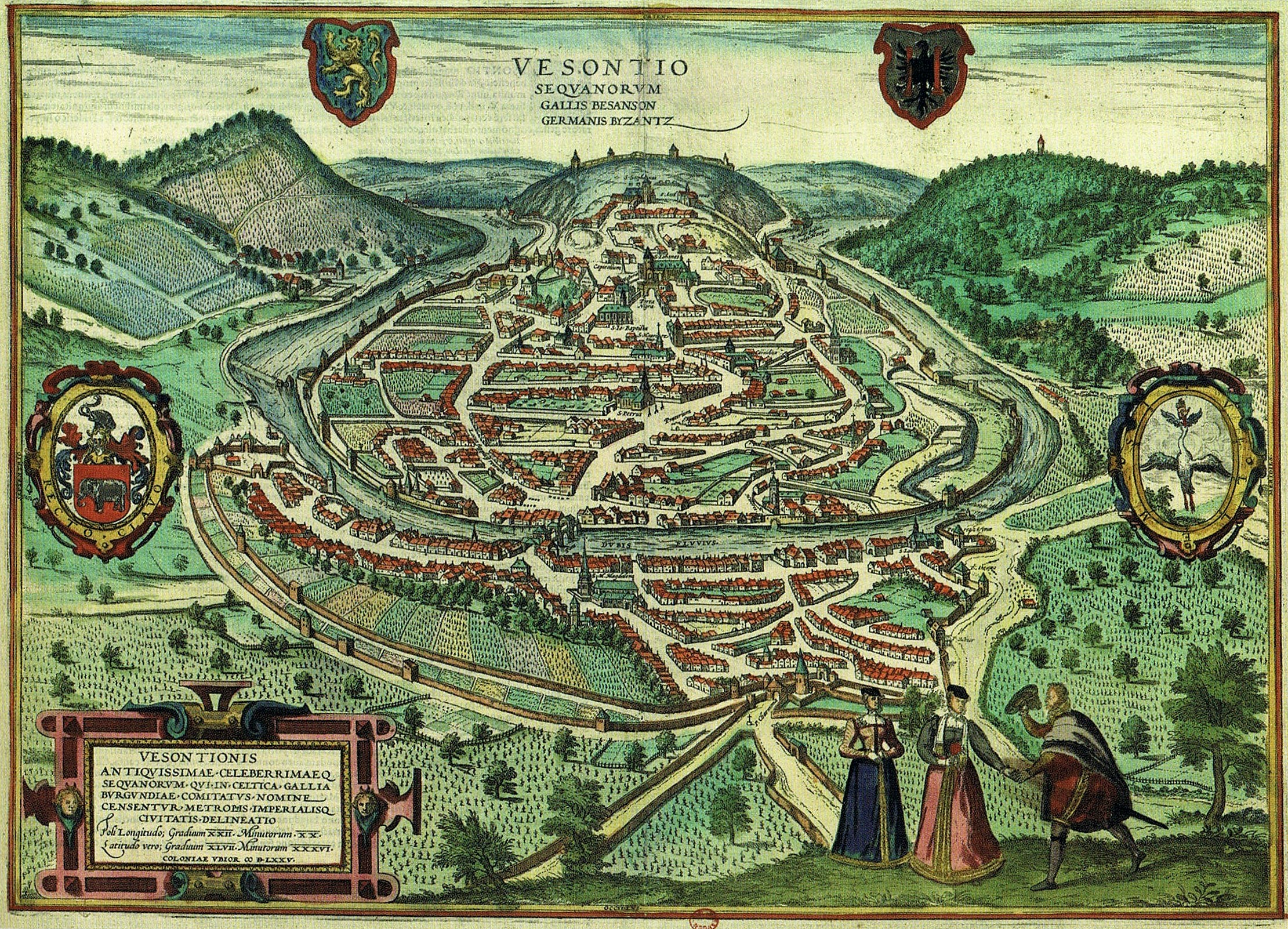
Besançon en 1575

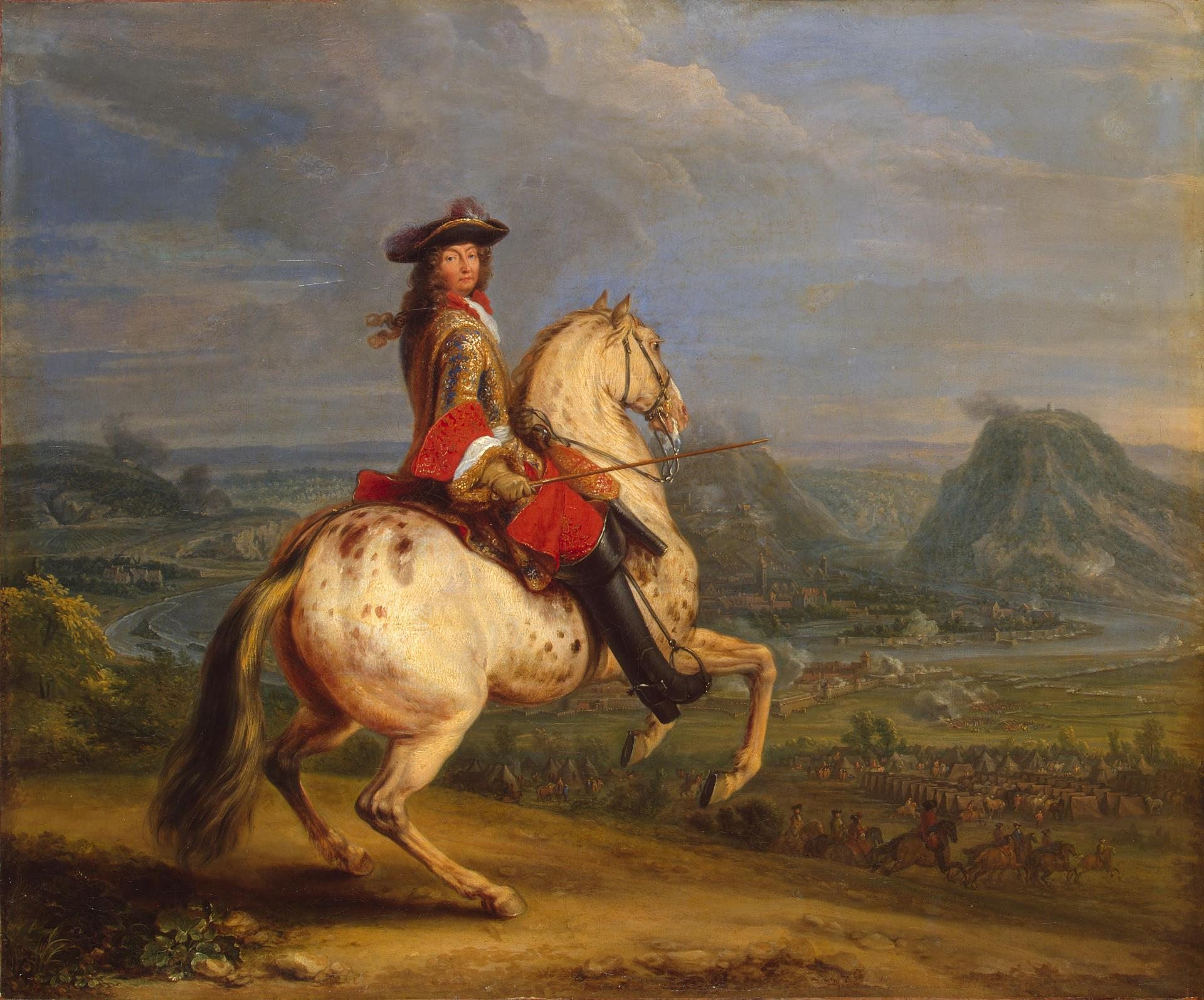
Louis XIV au siège de Besançon (1674), tableau de Van der Meulen conservé au musée de l'Ermitage de Saint-Pétersbourg.

À l'époque de la Renaissance, la Franche-Comté se rapproche de l'Empire Germanique à la suite du décès de Charles le Téméraire. L'empereur Charles Quint fortifie considérablement Besançon qui devient un des boucliers de son Empire. Un Comtois, Nicolas Perrenot de Granvelle, devient chancelier de l'Empire en 1519 puis Garde des Sceaux en 1532. Toute la région bénéficie des faveurs de Charles Quint et Besançon devient la cinquième ville impériale et s'embellit de monuments, en particulier le Palais Granvelle et l'Hôtel de Ville dont la façade est ornée d'une statue de Charles Quint. La ville compte alors de 8 000 à 9 000 habitants en 1518, population qui serait passée entre 11 000 et 12 000 habitants en 1608. L'économie de la ville est profondément rurale, notamment par la présence des vignerons à Battant qui représentaient la moitié voire les trois quarts de la population et faisaient donc de la viticulture l'activité principale de la ville. En 1575 eut lieu la bataille de Besançon entre les protestants et les catholiques, dont l'issue a été la victoire de ces derniers.
Le "siècle souffrant" et la conquête française
Alors que la ville avait vécu une époque de progrès au XVIe siècle, le XVIIe siècle est marqué par les guerres et une grande misère. Cet période est aussi marquée par une importante criminalité ; Notamment, l'histoire de Barthélemy Labourey, exécuté le 12 mai 1618, qui deviendra une légende urbaine son nom devenant alors l'appellation officieuse de la place de la révolution.
En 1631, la ville accueille à deux reprises le duc d'Orléans, frère du roi et ennemi personnel du cardinal de Richelieu. La guerre de Dix Ans (1635-1644), épisode bourguignon de la guerre de Trente Ans, apporte dans la région les fléaux de la peste, de la famine et de la misère. Besançon, qui a échappé plusieurs fois à un siège, souffre néanmoins des mêmes fléaux que son arrière-pays dévasté : la peste fait son apparition en 1636 tandis qu'une période de famine s'étend de 1638 à 1644.
Un traité d'échange entre la ville allemande de Frankenthal (appartenant au roi d'Espagne) et Besançon (relevant du Saint-Empire), est suggéré à partir de 1651, puis finalement accepté par les Bisontins en 1664. Pendant une courte période (1664-1674), Besançon perd alors son statut de ville libre et devient possession de la couronne d'Espagne. Cependant, de par son éloignement, la couronne d'Espagne n'influe que très peu sur la ville, qui continue tant bien que mal à se considérer comme la ville libre de Besançon. La trêve avec la France, n'est que de courte durée et le 8 février 1668, l'armée de Condé se voit ouvrir les portes de la ville après que les autorités locales eurent capitulé à la suite d'un siège. L'occupation française est plutôt mal vécue et les troupes françaises rebroussent chemin dès le 9 juin. La défense de la cité ayant été mal assurée, on entreprend alors l'amélioration des fortifications: la première pierre de la citadelle est posée au Mont Saint-Étienne le 29 septembre 1668 et à l'autre extrémité, d'importants travaux sont entrepris autour de Charmont (sur les hauteurs de Battant).

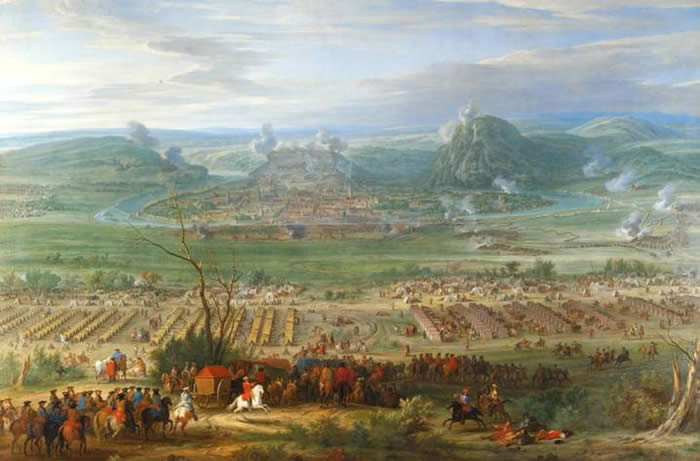
Siège de Besançon par Louis XIV en 1674

Le 26 avril 1674, le duc d'Enghien est de retour et prend position devant la cité à la tête d'une armée composée de 15 000 à 20 000 hommes. Au terme d'un siège de vingt-sept jours auquel assistent Louis XIV, Vauban et Louvois, la citadelle tombe finalement entre les mains des assiégeants le 22 mai. Besançon, après plusieurs tentatives vaines, devient enfin la capitale de la Franche-Comté au détriment de Dole par lettres patentes du 1er octobre 1677: un grand nombre d'administrations, parmi lesquelles le gouvernement militaire, l'intendance, le parlement ou encore l'université, sont progressivement implantées dans la nouvelle capitale. Les traités de Nimègue, signés entre le 17 septembre 1678 et le 5 février 1679 annexent la ville et sa région au royaume de France.

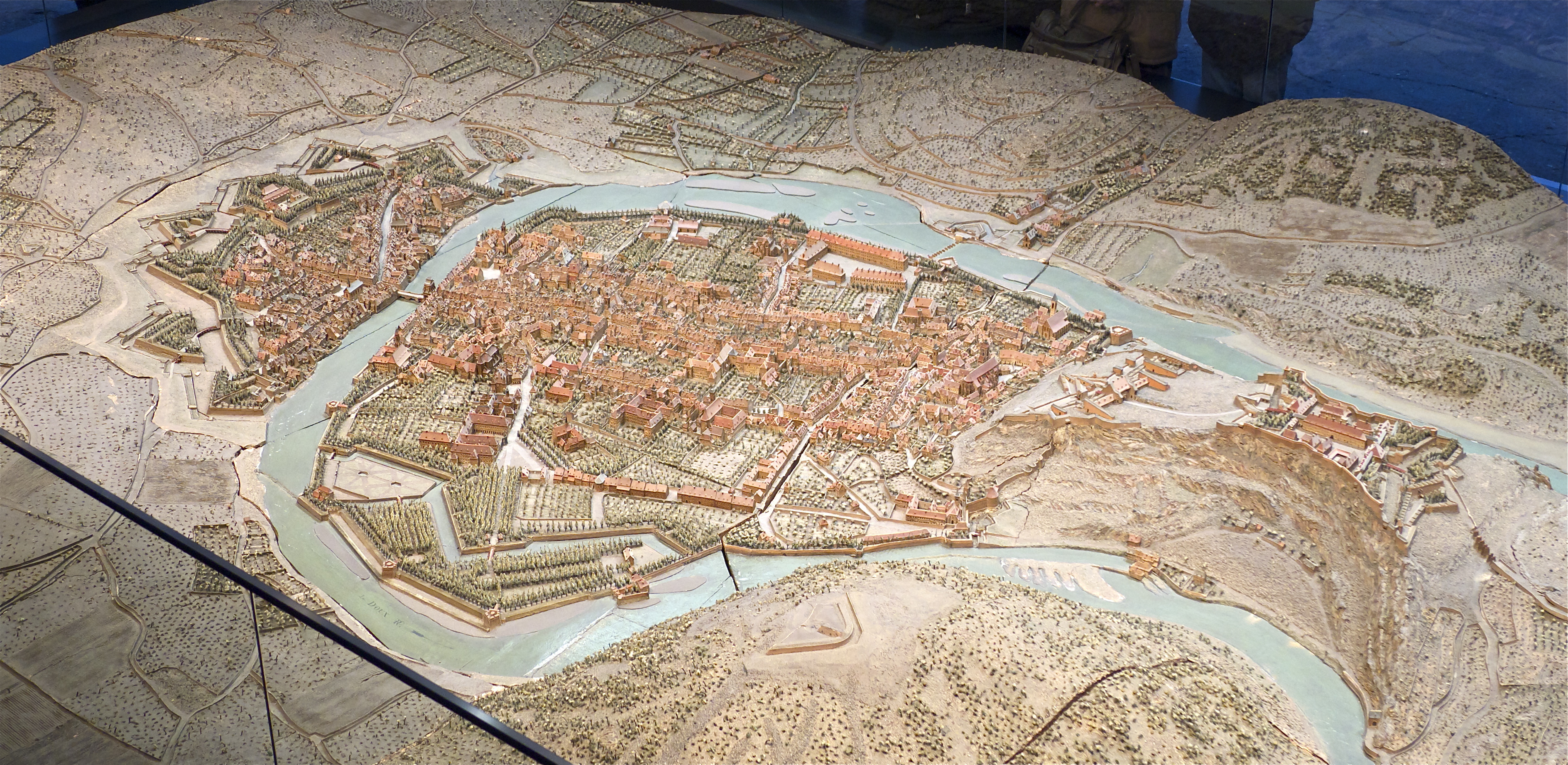
Fortifications de Besançon en 1722.

Louis XIV décide de faire de Besançon un des maillons essentiels du système de défense de l'Est de la France et confie à Vauban le soin de réaliser les améliorations nécessaires. La citadelle est ainsi entièrement remaniée entre 1674 et 1688, les autres fortifications sont édifiées de 1689 à 1695 et de nombreuses casernes sortent de terre à partir de 1680. La construction de la citadelle coûta très cher, à tel point que Louis XIV aurait demandé si ses murailles n'étaient pas en or...
Une ère de prospérité
Au XVIIIe siècle, sous l'impulsion d'intendants remarquables, la Franche-Comté connaît une période de prospérité et Besançon double sa population (14 000 à 32 000 habitants), tout en se couvrant de monuments et d'hôtels particuliers.

## Époque contemporaine
Au sortir de la Révolution
En 1790, Besançon perd son archevêché et son statut de capitale, n'étant plus que le chef-lieu d'un département privé des terres agricoles les plus productives du bas pays. La population, estimée à 32 000 habitants à la veille de la Révolution, décline à 25 328 habitants en 1793 pour ne remonter timidement qu'à 28 463 en 1800. Cependant, c'est également durant cette période que l'industrie horlogère s'installe dans la ville à la suite de la création en 1793 d'une manufacture d'horlogerie par un groupe de réfugiés helvétiques mené par l'horloger genevois Laurent Mégevand, expulsé de Suisse pour ses activités politiques. L'activité démarre difficilement, notamment du fait de l'hostilité d'une part de la population, mais le nombre d'horlogers est estimé à 1 000 en 1795 et la production de montres progresse tout de même de 14 700 pièces en l'an III (1794-1795) à 21 400 en l'an XI (1802-1803). En 1801 la ville retrouve son statut d’archevêché, mais celui-ci a de nouvelles frontières. Lors de la Campagne de France en 1814, Besançon est soumise à un siège de plusieurs mois.
D'une guerre à l'autre (1870-1945)

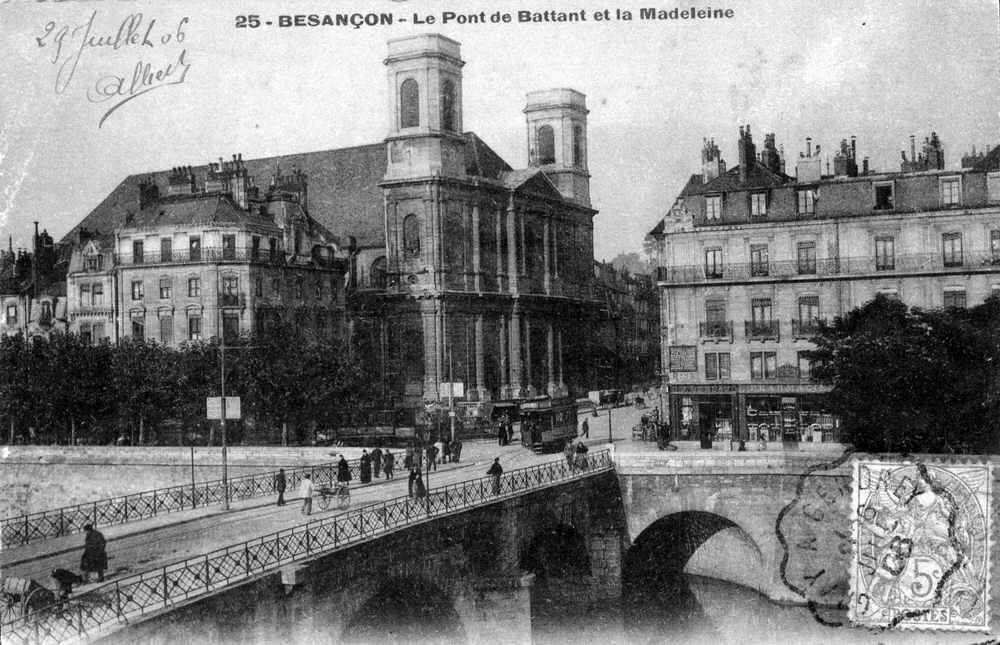
Besançon, Le Pont Battant et la Madeleine, Juillet 1906 Carte postale

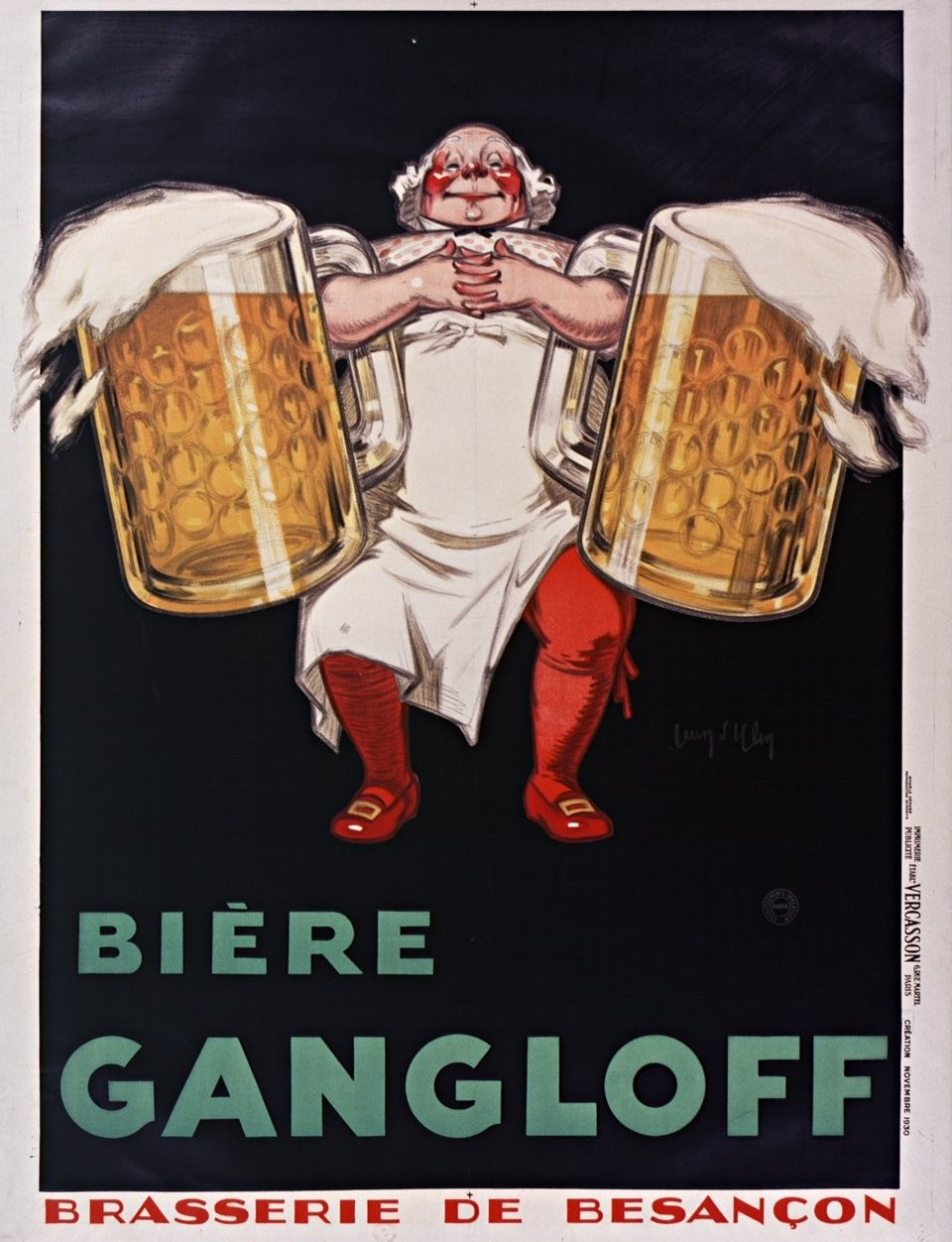
Affiche publicitaire pour la bière Gangloff, 1930.

En 1871 un projet de Commune de Besançon est conçu notamment en lien avec la Fédération jurassienne, mais il n'aboutira pas. Sous la Troisième République, Besançon connaît une relative stagnation, sa population oscillant autour de 55 000 habitants pendant plusieurs décennies. Indépendamment de la démographie, l'horlogerie continue son ascension, produisant 395 000 montres en 1872 puis 501 602 en 1883. Ainsi, selon la chambre de commerce, Besançon participait en 1880 pour 90 % de la production horlogère française et comptait environ 5 000 ouvriers spécialisés dans ce secteur et 10 000 ouvrières y travaillant à temps perdu. Devant faire face à la concurrence suisse, le secteur connaît une crise dans les années suivantes avant de se relever au début du XXe siècle pour produire 635 980 articles en 1900 mais n'employer plus que 3 000 ouvriers et ouvrières en 1910. D'autres industries se développent à cette époque : brasseries (dont la plus renommée est la brasserie Gangloff), papeteries, métallurgie… C'est surtout le textile qui s'impose comme un des secteurs florissant lorsque le comte Hilaire de Chardonnet, inventeur d'un procédé de fabrication de soie artificielle, permet à sa ville d'utiliser industriellement son procédé dans une Soierie ouverte sur le site des Prés-de-Vaux en 1891.
C'est également à la fin du XIXe siècle que la ville "s'invente" une vocation thermale en créant en 1890 la Compagnie des Bains salins de la Mouillère. Le tourisme se développe alors autour du produit d'appel de Besançon-les-Bains qui engendre la construction d'un établissement thermal, de l'Hôtel des Bains, d'un casino, de la salle de spectacles du Kursaal et l'ouverture d'un syndicat d'initiative en mai 1896. En 1910, la ville est touchée par une terrible crue.

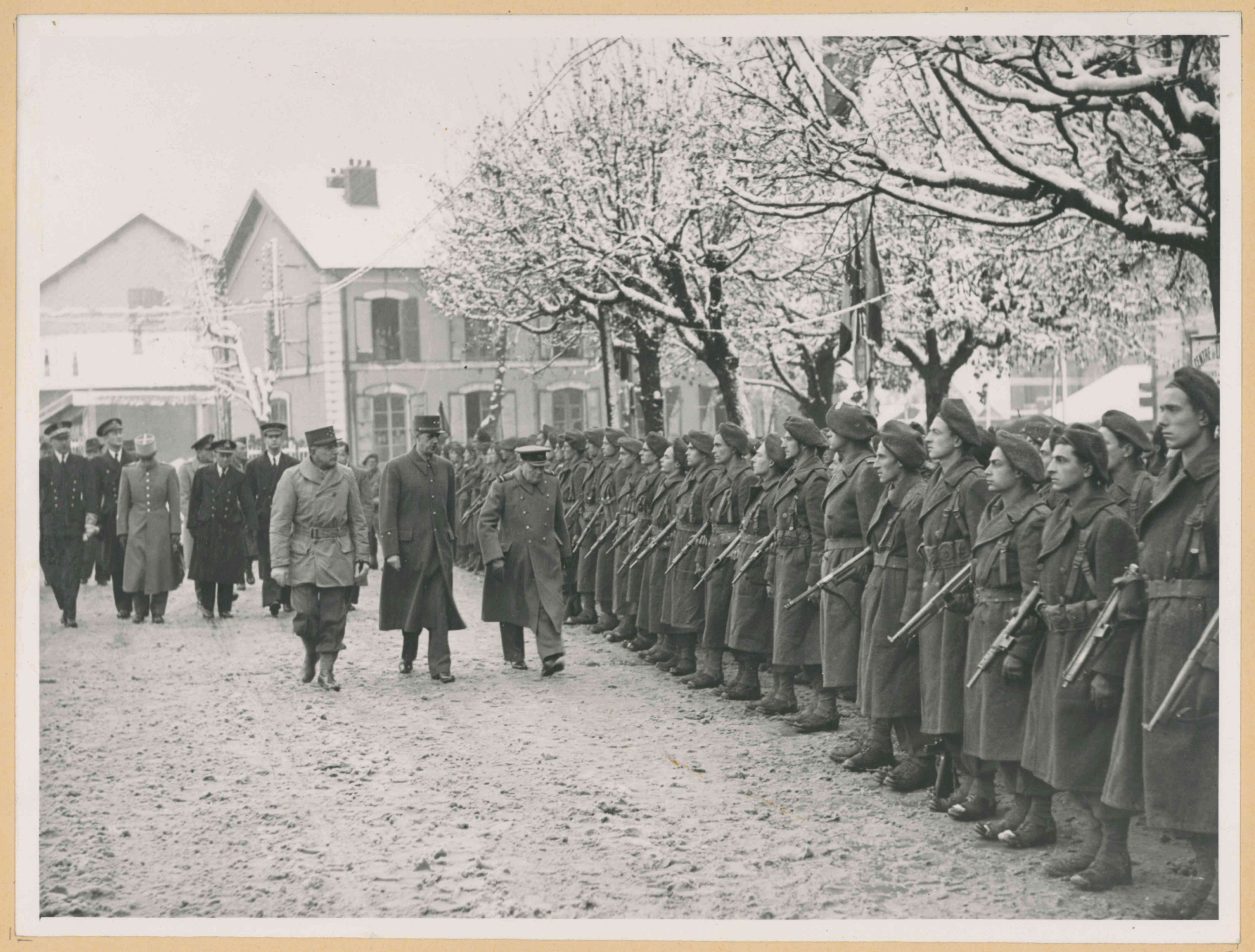
Visite de Winston Churchill et du général de Gaulle le 13 novembre 1944

Lors de la Seconde Guerre mondiale, l'armée allemande entre à Besançon le 16 juin 1940 bien que les autorités militaires françaises aient décidé de faire sauter les ponts à l'approche de l'occupant. La ville se retrouve en zone occupée (la ligne de démarcation n'est qu'à environ 30 kilomètres à l'ouest) et même en zone interdite, ce qui implique qu'elle soit annexée au Reich en cas de victoire de l'Allemagne. La ville subit globalement peu de destructions durant la guerre, si ce n'est le bombardement dans la nuit du 15 au 16 juillet 1943 du quartier de la Viotte par l'aviation anglaise dont un bombardier s'écrase sur la gare: le bilan est de 50 morts, 40 blessés graves et une centaine de blessés légers. La Résistance s'organise tardivement, perpétrant ses premiers attentats au printemps 1942: les Allemands ripostent par des arrestations et 16 résistants sont exécutés dans l'enceinte de la Citadelle de Besançon le 26 septembre 1943, 83 subiront le même sort par la suite. Les forces alliées, dont le 6e corps de l'armée américaine, prennent possession de Besançon le 8 septembre 1944 après quatre jours de combats et c'est donc une ville libérée que visite le général de Gaulle le 23 septembre. Winston Churchill et le général de Gaulle rendent visite à la e à Besançon le 13 novembre 1944.
Parmi les résistants les plus célèbres, on compte Gabriel Plançon, Jean et Pierre Chaffanjon, Henri Fertet, les frères Mercier, Raymond Tourrain, Marcelle Baverez, Henri Mathey ou encore Robert Bourgeois.
Une expansion sans précédent (1945-1973)
Au sortir de la guerre, la ville comme tout le pays, fait face à une croissance rapide. L'essor démographique est particulièrement vif, la ville doublant sa population en à peine plus de 20 ans (de 63 508 habitants en 1946 à 113 220 habitants en 1968), et particulièrement entre 1954 et 1962 où sa progression de 38,5 % n'est dépassée seulement que par les villes de Grenoble et de Caen. Les voies de communication n'accompagnent que difficilement cette évolution, l'électrification de la ligne ferroviaire vers Paris n'intervenant qu'en 1970, la mise à grand gabarit du canal n'étant envisagée qu'à partir de 1975 tandis que l'autoroute parvient à Besançon en 1978. Quant à la possibilité de développer un aéroport à La Vèze, l'idée est bien vite enterrée. 
L'industrie horlogère reste dominante mais est en recul, passant de 50 % des emplois industriels en 1954 à 35 % en 1962 et cédant le pas progressivement face à d'autres secteurs en plein essor tels que le textile, le bâtiment ou l'industrie alimentaire. En 1962, trois entreprises dépassent les 1000 employés: les firmes horlogères Lip et Kelton-Timex, et l'usine textile de la Rhodiacéta. Cela n'empêche pas Besançon de confirmer son statut de capitale de l'horlogerie française grâce notamment à ses fonctions administratives (sièges sociaux) et scientifiques (enseignement et recherche). Le textile et la confection connaissent par ailleurs un dynamisme certain, la Rhodia employant jusqu'à 3 300 employés en 1966 et l'entreprise familiale Weil atteint 1 500 emplois en 1965, devenant ainsi la première entreprise française de confection masculine.
Face à cette croissance exponentielle, la municipalité décide de répondre notamment à la crise du logement en débutant en 1952 la construction des cités de Montrapon et de Palente-Orchamps et en 1960 celle des trois immeubles appelés les 408 par les Bisontins (en référence au nombre de logements), qui accueillent une population majoritairement ouvrière. La réalisation de ces équipements est assez anarchique et un plan de modernisation et d'équipement est élaboré entre 1961 et 1963, prévoyant la création de la Z.U.P. de Planoise, des zones industrielles de Palente et de Trépillot, et du campus universitaire de la Bouloie. On prévoit également la réalisation de trois boulevards permettant de fluidifier la circulation.
La ville devient capitale régionale grâce à la création des circonscriptions d'action régionale par un décret du 2 juin 1960.
En 1969, le projet d'un centre directionnel, conçu par Maurice Rotival, prévoit de raser la gare. Il est finalement abandonné au milieu des années 1970,
Crises et reconversions (1973 à nos jours)

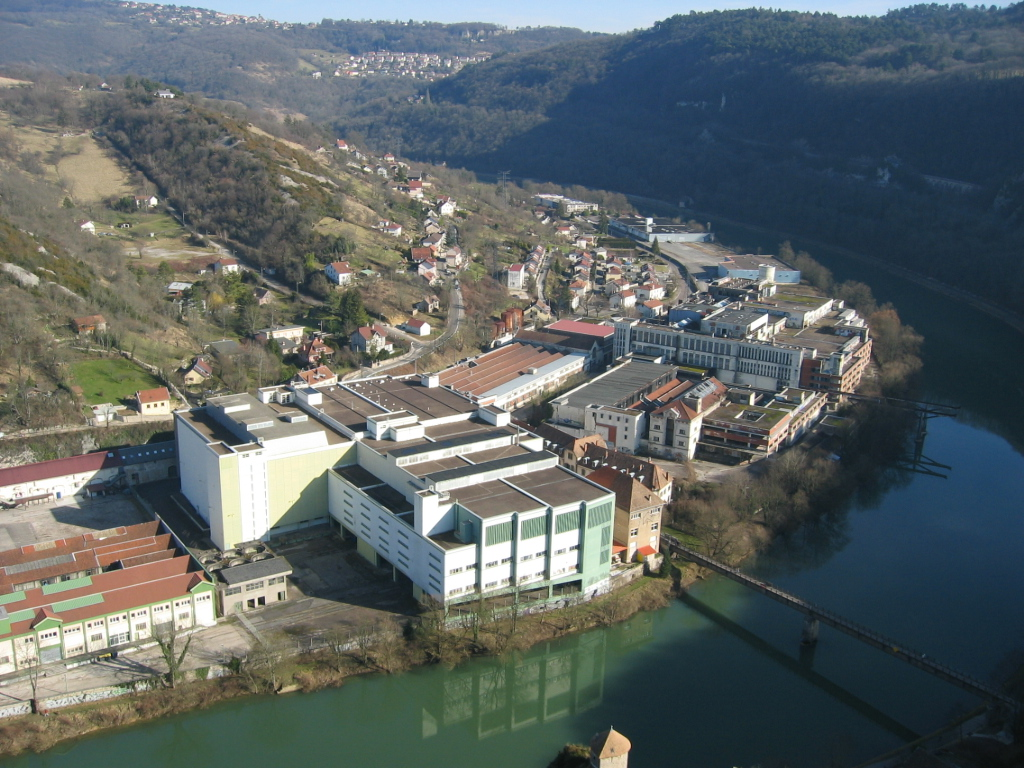
L'ancienne usine textile Rhodia dans le quartier des Près-de-Vaux

La crise pétrolière de 1973 ouvre pour Besançon le début d'une crise économique difficile dévastant son industrie et venant brusquement stopper son essor fulgurant. Cette crise est d'abord symbolisée par la célèbre affaire Lip qui marquera durablement l'histoire de la ville. L'entreprise horlogère est en effet menacée d'un plan de licenciements au printemps 1973 et donne alors naissance à une lutte sociale d'un genre nouveau basée sur l'autogestion et provoquant un élan de solidarité national qui culmine le 29 septembre avec la "marche Lip" qui voit défiler 100 000 personnes dans une ville morte. Après avoir entrevu un semblant de redémarrage de l'activité, le dépôt de bilan est inéluctable et Lip disparaît en 1977. En 1982, c'est un nouveau coup dur pour la ville avec la fermeture de l'usine Rhodia qui laisse sur le carreau près de 2 000 salariés, tout comme l'entreprise horlogère Kelton-Timex peu après. Durant les années 1990, c'est un autre fleuron de l'industrie bisontine qui s'efface, puisque l'entreprise de confection Weil délocalise et les effectifs passent de plus d'un millier de salariés à une petite centaine. En près de 20 ans, la ville perd donc près de 10 000 emplois industriels et semble pouvoir s'en relever difficilement.
Grâce notamment aux lois de décentralisation de 1982, la ville passe d'une vocation industrielle à un centre tertiaire. Le savoir-faire horloger, vieux de plus de deux siècles, est mis en valeur pour se reconvertir avec succès dans les branches des microtechniques, de la mécanique de précision et des nanotechnologies au niveau européen et dans le domaine spécifique du temps-fréquence à l'échelle mondiale. D'autres atouts comme la qualité de vie et le patrimoine, ou encore la situation sur l'axe Rhin-Rhône, un des axes structurants à l'échelle européenne, permettent à Besançon, au début du XXIe siècle, de prendre un nouveau départ.